# Corythurus socia
Corythurus socia är en fjärilsart som beskrevs av Joannis 1928. Corythurus socia ingår i släktet Corythurus och familjen nattflyn. Inga underarter finns listade i Catalogue of Life.